# Factorul Natriuretic Atrial
Factorul natriuretic atrial (ANF), sau peptidul natriuretic atrial (ANP), este un hormon vasodilatator secretat de celulele musculare atriale ale inimii. Acesta este implicat în reglarea homeostaziei apei, precum și homeostazia sodiului, potasiului și lipidelor. Acesta este eliberat de miocitele atriale ca răspuns la presiunea arterială. ANP acționează pentru a reduce cantitatea de apă și sodiu din plasmă sanguină, reducând astfel tensiunea arterială.
ANP este secretat ca răspuns la:
- Distensie atrială;
- Stimularea receptorilor β-adrenergici;
- Hipernatremia;
- Angiotensina II;
- Endotelina.

## Rol
ANP se leagă de receptori specifici. Legarea de receptor determină scăderea volemiei și reducerea debitului cardiac și a tensiunii arteriale sistemice. Lipoliza este crescută și reabsorbția renală a sodiului este scăzută. ANP duce la scăderea tensiunii arteriale și a volemiei, determinate de acțiunea sistemului renină-angiotensină.

### Renal
- Dilată arteriolele aferente ale glomerulului, constrictă arteriolele eferente și relaxează celulele mezangiale crescând viteza de filtrare glomerulară și excreția sodiului și a apei (natriureza și diureza).
- Crește fluxul de sânge prin vasele drepte, care va îndepărta electroliții și alte substanțe dizolvate din interstițiul medular. Osmolaritatea mai mică din interstițiul medular determină o reabsorbție tubulară mai mică și excreție crescută.
- Inhibă secreția de renină;
- Reduce secreția de aldosteron.

### Vascular
Relaxează musculatura netedă vasculară în arteriole și venule prin:
- Crește concentrația intracelulară a GMPc;
- Inhibă efectele catecolaminelor.

### Cardiac
- Inhibă hipertrofia cardiacă

### Adipos
Crește eliberarea de acizi grași liberi din țesutul adipos.